# Gentlemen
För andra betydelser, se Gentlemen (olika betydelser).
Gentlemen är en roman av Klas Östergren utgiven 1980. 
Romanen handlar om en ung författares möte med de underliga bröderna Henry och Leo Morgan och deras liv. En central plats i boken är Hornsgatan 29 C på Södermalm i Stockholm. Dit flyttar författarjaget desillusionerad och bestulen på alla sina ägodelar in tillsammans med bröderna Morgan. Efterhand målas brödernas märkliga levnadsöden upp och berättaren kommer en skum historia om hemliga vapenaffärer med Nazityskland på spåren.
Boken är en av titlarna i boken Tusen svenska klassiker (2009). År 2005 utkom Gangsters som är en fristående fortsättning på romanen. 2014 hade filmatiseringen Gentlemen premiär och 2016 visade SVT Gentlemen & Gangsters som är en förlängd miniserieversion av filmatiseringen men som även innefattar handlingen från romanuppföljaren Gangsters.

## Handling

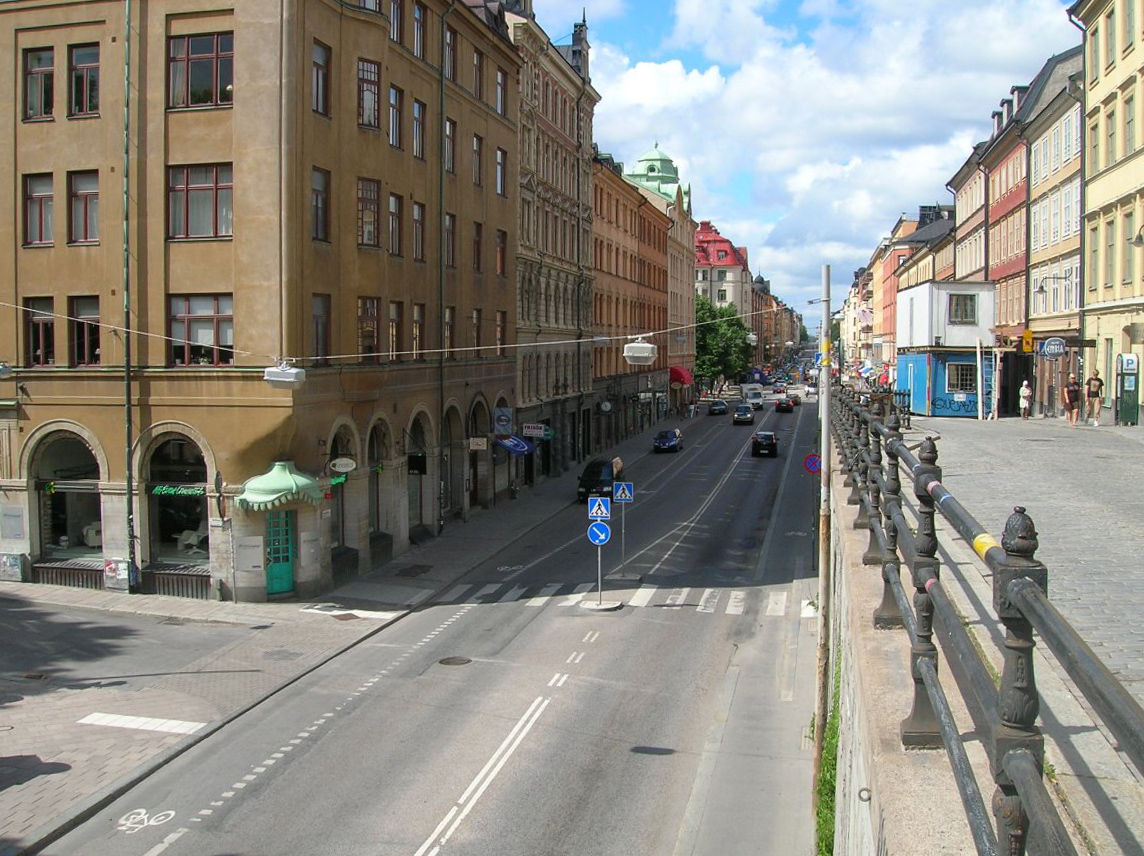
Hornsgatan i Stockholm där bröderna Morgan har sin paradvåning.

Berättaren i romanen är en författare vid namn Klas Östergren. Efter att ha blivit bestulen på alla sina ägodelar får han jobb på en golfklubb med att klippa gräset på banorna. På en fest på golfklubben träffar han en bokförläggare som ger honom i uppdrag att skriva en pastisch på Röda rummet, eftersom hundraårsjubileet är nära förestående, och Klas accepterar att ta sig an uppgiften. Kort därefter träffar han Henry Morgan på den boxningsklubb vid Hornstull som han ibland går till. Henry Morgan är en 35-årig levnadskonstnär, boxare och pianist som har eleganta slipsknutar som en av sina specialiteter. Han tycker att Klas påminner om hans bror Leo och lockar med honom på ett uppdrag som statist på en filminspelning. Klas blir vän med Henry och flyttar in i hans paradvåning, som Henry ärvt av sin farfar, på Hornsgatan. Klas introduceras för Henrys excentriska vänkrets och så småningom för hans bror Leo.
I den andra delen skildras bröderna Morgans tidigare liv. Henry är den robuste och charmige gamängen medan Leo är känslig och introvert. Leo blev en gång geniförklarad som underbarn efter ha framträtt som fjortonårig poet i Hylands hörna, men hans liv har senare gått utför med alkoholmissbruk. Efter att ha gjort en improviserad spelning med jazzbandet Bear Quartet träffar Henry den vackra och undflyende Maud. De inleder ett kärleksförhållande men snart upptäcker Henry att hon samtidigt har ett förhållande med den beryktade affärsmannen och tidigare diplomaten Wilhelm Sterner. Drabbad av svartsjuka råkar han i slagsmål med Sterner och ser sig därefter tvungen att fly landet. Han ger sig ut på en pikareskliknande resa genom Europa där han bland annat ägnar sig åt att smuggla falska pass till Östberlin. Efter en tid i exil får han veta att farfadern har dött och att han och Leo har ärvt lägenheten på Hornsgatan. Genom vänner och olika bekantskaper kommer Leo en historia med illegal vapenhandel med Tyskland under andra världskriget på spåren. Det visar sig att Wilhelm Sterner är inblandad i det.
I den avslutande delen sammanbor Klas med bröderna Morgan i lägenheten på Hornsgatan. Skrivandet av Röda rummet-pastischen går trögt, Henry blir alltmer rastlös och Leos humör pendlar kraftigt. Leo försvinner och hittas svårt nedgången i en sommarstuga av Henry och Klas. Därefter blir Klas nedslagen, Leo förs bort av okända män och Henry försvinner. På sjukhuset får Klas ett brev från Henry där han förklarar att det är "dom" som har fört bort Leo, men Klas återser aldrig Henry och Leo igen. Klas återvänder till lägenheten på Hornsgatan där han bränner upp sin pastisch på Röda rummet och börjar skriva på en ny berättelse, den om bröderna Morgan.

## Bakgrund
Romanen är en samtidsskildring av Sverige i slutet av 1970-talet med tillbakablickar på föregående decennier. Handlingen och persongalleriet är fiktivt men författaren hämtade många detaljer från verkligheten. Den verklige Klas Östergren bodde själv en tid på 1970-talet i ett kollektiv i lägenheten på Hornsgatan 29 som skildras i romanen. Också motivet med en modern version av Röda rummet har verklighetsbakgrund. 1979 deltog Östergren i ett projekt i Författarförlagets tidskrift Tidskrift som gick ut på att ett antal yngre författare skulle skriva en modern version av den hundraårsjubilerande romanen som följetong. Östergrens bidrag var den första delen och hade titeln Det förbannade fågelperspektivet. I samma tidskrift hade Östergren 1978 publicerat ett utdrag ur en kommande roman där en Henry Morgans liv i Berlin skildras. Namnet Henry Morgan är taget ur Nordisk Familjebok från den walesiske buckanjären Henry Morgan.

## Mottagande
Gentlemen blev Klas Östergrens stora genombrott hos både läsare och kritiker. Mats Gellerfelt såg romanen som en positiv brytning mot 1970-talets ideologiskt inriktade litteratur och framhöll Östergrens styrka i ”själva glädjen över att använda språket, glädjen i att konstruera liv i stället för att inbilla sig att litteratur kan vara liv eller utgöra avtryck av liv”. Horace Engdahl i Expressen skrev en starkt uppskattande recension och jämförde Östergrens berättarstil med 1800-talsförfattarna: ”Berättarens porträtt av Henry Morgan har sin styrka i att inte vara 'psykologiskt djupborrande'; det dröjer vid ytan, löser upp Henry i ritualer, äventyr, anekdotiska situationer… Här bjuds den skamliga ingrediens som en gång gjorde den stora litteraturen läst: underhållning” Engdahl noterade att berättelsens flöde ”ligger inbäddat i den olycksbådande tystnad som omger den ekonomiska maktens ledningscentraler i vårt samhälle” och förutspådde också en uppföljare: ”Den våldsamma upplösningen innebär inget allvarligt försök att reda ut bokens storyline eller knyta upp alla trådar. Snarare är den ett uppslag till en ny svindlande historia, denna gång med Berättaren själv i brännpunkten”. 
I Svenska Dagbladet skrev Ingmar Björkstén: ”Med dagens roman Gentlemen är det dags att slå fast att Klas Östergren motsvarar högt ställda krav på ett meningsfullt, personligt färgat författarskap… Gentlemen står för en moralisk hållning i en tid då världen vittrar sönder… Han går in i sina karaktärer med den suveräne reporterns blick för den vältaliga, typiserande detaljen och med den födde författarens inlevelse… Gentlemen är en svart komedi, generöst fylld av festliga typer och situationer och genomsyrad av en tids- och språkkänsla som är nästintill osviklig.”
När romanen återutgavs 2005 hyllades den på nytt. ”Frågan är om någon svensk roman de senaste 25 åren har betytt så mycket för så många som Klas Östergrens genombrottsverk från 1980. Som ett löfte om vilken fest litteraturen kan och bör vara… Gentlemen var en roman som tycktes omfatta allt, som ledigt kunde utvinna en bitter livsfilosofi och en barsk samhällanalys ur gentlemannen Henry Morgans eleganta Duke of Windsor-slipsknut. Det var en stor föreställning i en småaktig tid när litteraturen absolut inte fick vara show.” skrev Daniel Sandström i Sydsvenska Dagbladet.

## Uppföljare och filmatisering
Romanen Gangsters från 2005 är en fristående fortsättning på Gentlemen. Boken tar vid direkt där Gentlemen slutar och ger en djupare inblick i den märkliga historia som denna påbörjade.
2014 hade filmen Gentlemen premiär, regisserad av Mikael Marcimain efter Klas Östergrens eget manuskript och med David Dencik i rollen som Henry Morgan. Filmen skiljer sig något från romanen genom att Maud har en mer framträdande roll. ”Hon är egentligen bokens huvudperson. Hon är navet som allt kretsar kring” sade Östergren i en intervju i samband med premiären.
2020 kom sista boken i serien, Renegater (Polaris förlag), även den en fristående fortsättning. I boken bryter Klas Östergren även tystnaden vad gällde kontroverserna kring Svenska Akademien 2017-2018 som ledde till att bland annat han lämnade Svenska Akademien.

## Utgåvor och översättningar
Gentlemen utkom den 19 september 1980 på Albert Bonniers förlag. Den har sedan dess utgivits i flera nya upplagor och blivit översatt till många språk.
- Gentlemen, Bonniers 1980 ISBN 91-0-044-964-4
- Gentlemen, MånPocket 1981 ISBN 91-7642-035-3
- Gentlemen, Bonnierpocket 1987 ISBN 91-0-047263-8
- Gentlemen, MånPocket 1995 ISBN 91-7643-140-1
- Gentlemen, En bok för alla 1998 ISBN 91-7221-030-3
- Gentlemen, Bonniers 2005 ISBN 91-0-010803-0
- Gentlemen, Bonniers 2006 ISBN 91-0-011060-4
- Gentlemen, Bonnierpocket 2006 ISBN 91-0-011184-8
- Gentlemen, Bonniers e-bok 2013, ISBN 9789100135836
- Gentlemen, Bonniers 2014, ISBN 9789101001024
- Gentlemen och Gangsters, Bonniers 2014, ISBN 9789100143251

Gentlemen är översatt till mer än tio språk, bland annat till engelska, franska, tyska, spanska, portugisiska, ryska, polska, nederländska, danska, norska, lettiska och ungerska.

## Övrigt
Svenska indiepopbandet The Bear Quartet har tagit sitt namn från jazzbandet som figurerar i Gentlemen.

### Fotnoter
1. 1 2  Gradvall et al 2009, nr. 562
2. ↑  Östergren om Östergren, sid. 134
3. ↑  Östergren om Östergren, sid. 116-117
4. ↑  Klas Östergren Gangsters, Bonniers 2005, sid. 28
5. ↑  Östergren om Östergren, sid. 124-125
6. ↑  En sann diktares vision Svenska Dagbladet
7. ↑  ”Vart tog Henry Morgan vägen?”. Dagens Nyheter. 14 september 2005. http://www.dn.se/kultur-noje/vart-tog-henry-morgan-vagen.
8. ↑  Daniel Sandström läser Klas Östergren Sydsvenskan
9. ↑  ”Gentlemen”. Svenska filminstitutet. http://www.sfi.se/sv/svensk-filmdatabas/Item/?ItemId=74040&type=MOVIE.
10. ↑  ETC 8 december 2014
11. ↑  ”Klas Östergren: Vi framställdes som idioter som visste om åratal av övergrepp - DN.SE” (på svenska). DN.SE. 28 augusti 2020. https://www.dn.se/kultur/klas-ostergren-vi-framstalldes-som-idioter-som-visste-om-aratal-av-overgrepp/#receipt-page. Läst 16 september 2020.
12. ↑  ”Gentlemen”. Libris. http://libris.kb.se/hitlist?d=libris&q=gentlemen+Klas+%c3%96stergren&f=simp&spell=true&hist=true&p=1.